# Jacques Berchtold
Pour les articles homonymes, voir Berchtold.
Jacques Berchtold, né le 24 avril 1959 à Genève, est un professeur et écrivain suisse. Il dirige la Fondation Martin Bodmer (Cologny, Genève) depuis février 2014. Il est le fils d'Alfred Berchtold.

## Parcours
Ancien élève du collège Calvin et de l’Université de Genève, il enseigna (1984-2000) la littérature française de la Renaissance au XIXe siècle dans les Facultés des lettres des Universités de Berne et de Genève. Il fut Lecturer à Yale Univ. (New Haven, Connecticut) durant l’année 1990-1991 et Visiting Professor à Johns Hopkins Univ. (Baltimore, Maryland) d’octobre à décembre 1997 avant de devenir pensionnaire de l'Institut suisse de Rome durant l’année 1998. Professeur de littérature française du XVIIIe siècle à l’Université Sorbonne Nouvelle - Paris 3 (2001-2008), il obtient une chaire dans la même discipline à l’Université de Paris-Sorbonne (2008-2014). Il reste affilié à Sorbonne Université, mais il est depuis 2014 au bénéfice d’un détachement (direction de la Fondation Martin Bodmer). Il a dirigé et fait soutenir seize thèses de doctorat entre 2009 et 2019. Il fut notamment professeur invité à Université de Szeged (Hongrie) (une semaine d’enseignement ; 2007), à Univ. de Kairouan (Tunisie) (mars 2010, 22 h. ; oct. 2013, id.) à Harvard Univ. (Boston) en mai 2011 (10h.). Il accéda à la Classe exceptionnelle des Professeurs des Universités en 2012. Entre janvier 2018 et septembre 2024, il fut aussi professeur titulaire à l'Université de Genève.  
Il fut président de la Société Française d’Étude du XVIIIe siècle de 2008 à janvier 2015 et corédacteur responsable des revues Dix-Huitième Siècle (2004-2008) et Annales de la Société J.-J. Rousseau (1996-2013). Aux Éditions Classiques Garnier, il est cofondateur (2009) et codirecteur de la collection L’Europe des Lumières. De 2016 à 2024, Jacques Berchtold fut Président de la Fondation Pittard de l’Andelyn qui décerne chaque année un Prix littéraire à Genève. Depuis 2016, il est Président de l’Association des Musées et Centres d’art Genevois (AMCAG) et de la Biennale des arts inclusifs Out of the Box. Depuis 2019 il préside la Commission du Prix littéraire de la Société littéraire de Genève. Depuis 2023 il est Vice-président de la Société suisse de bibliophilie. Ses recherches portent sur l’étude des motifs littéraires et il a notamment consacré de nombreuses études portant sur les œuvres de Chrétien de Troyes, Clément Marot, François Rabelais, William Shakespeare, Mateo Aleman, Charles Sorel, Jean Racine, Alain-René Lesage, Voltaire, l'abbé Prévost, Jean-Jacques Rousseau, Denis Diderot, Klopstock, Goethe, Hölderlin, Stendhal et Gustave Flaubert. 

## Prix et distinctions
- Chevalier de l'ordre des Palmes académiques (2004)
- Prix de la Société littéraire de Genève (2017, pour l’ensemble de son œuvre et plus particulièrement Goethe et la France)
- Lauréat du ‘Mérite chênois’ décerné par la Mairie de Chêne-Bougeries (2017)
- Prix Hentsch (1991, Prix de l’Essai de littérature française, pour l'ouvrage Des Rats et des ratières)
- Prix Hélène et Victor Barbour de Critique littéraire (1999, pour la thèse Homo in carcere)[6]
- Prix de l’Institut National Genevois de Critique littéraire (2002, pour l’ouvrage Les Prisons du roman)
- Prix mondial Nessim Habif 2017-2020 décerné à Fondation Martin Bodmer, remis conjointement à la présidente du Conseil de Fondation Laurence Gros et au directeur Jacques Berchtold (Dies Academicus UniGenève oct. 2020)

## Publications
- La Bibliothèque de Dante – Le poète au miroir de la tradition, codir., MétisPresses, 2023.
- La Nouvelle Héloïse - Le lieu et la mémoire, Classiques Garnier, 2021.
- La fabrique de Dante, codir., Genève, MétisPresses, 2021
- Jardins en images, codir., Genève, MétisPresses, 2020
- Masques & Théâtre, codir., Lausanne, Noir sur Blanc, 2020
- Guerre et Paix, codir., préface d’António Guterres, Gallimard, 2019 (et War and Peace, codir., Gallimard, 2019)
- Uniques. Cahiers écrits, dessinés, inimprimés, codir., Flammarion, 2018.
- Le Neveu de Rameau, Rameaus Neffe, Satire seconde : Diderot, Goethe, De Saur et Saint-Geniès, codir., Fayard, 2017.
- L’Atelier des idées, codir., Pups, 2017.
- Goethe et la France, dir., Genève, La Baconnière, 2016.
- Saint-Simon ou le sens de l'intrigue, codir., Classiques Garnier, 2015.
- Les confessions : se dire, tout dire, codir., Classique Garnier, 2015.
- Rousseau et le spectacle, codir., Armand Colin, 2014.
- Rousseau, Calvin, Genève, codir. Noyon, Musée Jean Calvin, 2012.
- Canicules et froids extrêmes : l'événement climatique et ses représentations (II) : histoire, littérature, peinture, codir., Hermann, 2012.
- Violences du rococo, codir., Bordeaux, Presses universitaires de Bordeaux, 2012.
- Regards sur l'utopie, dir., Europe, année 89, no 985, 2011.
- L’animal des Lumières, codir., Dix-huitième siècle, 42, 2010.
- La Mémoire des Guerres de religion II, Enjeux historiques, enjeux politiques, 1760-1830, codir., Genève, Droz, 2009.
- Espaces, objets du roman au XVIIIe siècle, Presses Sorbonne nouvelle, 2009.
- L’Événement climatique et ses représentations (XVIIe – XIXe siècle). Histoire, littérature, musique et peinture, codir., Desjonquères, 2007.
- La Mémoire des guerres de religion. La concurrence des genres historiques (XVIe – XVIIIe siècles), codir., Genève, Droz, 2007.
- Lire la Correspondance de Rousseau, codir., Genève, Droz, 2007.
- Discours sur la vanité et l’importance des sciences de Jean-Alphonse Turrettini, éd. avec Emmanuelle Métry, Neuchâtel, Bibliothèque publique et universitaire, 2004.
- J.-J. Rousseau, Discours sur les sciences et les arts, éd., Le Livre de poche, 2004.
- L’amour dans ‘La Nouvelle Héloïse’, codir., Genève, Droz, 2002.
- Chiens et chats littéraires chez Cingria, Rousseau et Cendrars, Genève, La Dogana, 2002.
- Les prisons du roman, XVIIe-XVIIIe s. Lectures plurielles et intertextuelles de ‘Guzmán de Alfarache’ à ‘Jacques le fataliste’, Genève, Droz, 2000.
- L’étreinte abhorrée. Angoisses de l’homme face au rat dans la littérature et le cinéma fantastiques (XIXe – XXe siècles), La Rochelle, La Rumeur des âges, 1995 (rééd. 2001).
- Rousseau visiteur-Rousseau visité (les dernières années), codir., Genève, Droz, 1999.
- L’Orgueil de la littérature. Hommage à Roger Dragonetti, codir., Genève, Droz, 1999.
- Échiquiers d’encre. Le jeu d’échecs et les Lettres (XIXe-XXe s.), préface de Georges Steiner, Genève, Droz, 1998.
- Être riche au siècle de Voltaire, codir., Genève, Droz, 1996.
- La Peur au XVIIIe siècle. Discours, représentations, pratiques, codir., Genève, Droz, 1994.
- Désordres du jeu-Poétiques ludiques, codir., préface de Michel Butor, Genève, Droz, 1994.
- Des Rats et des ratières. Anamorphoses d’un champ métaphorique de saint Augustin à Jean Racine, Genève, Droz, 1992.

## Collaborations à des films documentaires
- L'épopée des signes – l’écriture, une invention prodigieuse, Philippe Nicolet, Palafittalp, 2024
- Rousseau, les chemins de Jean-Jacques, Hervé Pernot, France 3 et RTS, 2012
- Rousseau, que reste-t-il de ses Lumières ?, Dario Arce Asenjo, France 3, 2012
- Jean-Jacques Rousseau, tout dire, Katharina von Flotow, Arte, 2012
- Rousseau, l’homme de la nature et de la liberté, Pascal Fancea et Bernard Gittler, France 3, 2012
- Ils s’appellent Jean-Jacques Rousseau, Olivier Pasquet, France 3, 2012
- Rousseau et le roman, dir. Tania Chytil, réalisation Yann Dieuaide, RTS, 2012